# Dialetos japoneses
Os dialetos da língua japonesa caem dentro de dois clados primários, Oriental (incluindo Tóquio) e Ocidental (incluindo Quioto), com os dialetos de Kyūshū e das Ilhas Hachijō frequentemente distinguidos como ramos adicionais,  o último sendo, talvez, o mais divergente de todos. As línguas ryukyuanas, da Prefeitura de Okinawa e das ilhas mais austrais da Prefeitura de Kagoshima, formam um ramo separado na família japônica, e não são dialetos japoneses.

## História
Variantes regionais do japonês tem sido confirmadas desde o japonês antigo. Man'yōshū, a mais velha coleção de poesias japonesas, inclui poemas escritos em dialetos da capital (Nara) e orientais, sendo que outros dialetos não foram registrado. As características dos dialetos orientais foram lentamente introduzidas aos dialetos modernos, exceto por algumas línguas como por exemplo o das Ilhas Hachijō. No japonês clássico, haviam apenas vagos registros assim como os dialetos rurais eram “rudes”. Entretanto, desde o japonês tardio, características de dialetos regionais foram registrados em alguns livros, por exemplo “Arte da Lingoa de Iapam”, e as características registradas eram relativamente similares às dos dialetos modernos. As variedades dos dialetos japoneses se desenvolveram marcadamente durante o período Edo, pois alguns senhores feudais restringiram o movimento de pessoas entre outros feudos. Algumas isoglossas combinam com velhas fronteiras de han, especialmente em Tōhoku e Kyūshū. Do período Nara até o período Edo, o dialeto de Kinai (atual centro de Kansai) foi o dialeto padrão japonês de facto, e o dialeto de Edo (atual Tóquio) assumiu no período Edo tardio.
Com a modernização no século XIX, o governo e os influentes da época promoveram estabelecimento e divulgação da língua padrão. As línguas regionais e dialetos foram negligenciados e suprimidos, sendo assim, os falantes locais ganharam um sentimento de inferioridade com relação a suas “más” e “vergonhosas” línguas. A língua de instrução foi definida como o japonês padrão, e alguns professores administraram punições pelo uso de línguas não padronizadas, particularmente nas regiões de Okinawa e Tōhoku. A partir dos anos 1940 até os anos 1960, o nacionalismo do período Shōwa e o milagre econômico pós-guerra impulsionaram a substituição das variedades regionais, com o japonês padrão atingindo seu auge.
Atualmente o japonês padrão está espalhado por toda a nação, e variantes regionais tradicionais estão em declínio por causa da educação, televisão, expansão de tráfego, concentramento urbano e etc. Entretanto, variantes regionais não foram completamente substituídas pelo japonês padrão. A propagação do japonês padrão significa que agora as variantes regionais são valorizadas como “nostálgicas”, “comoventes” e marcadores de “orgulho e identidade local”, com vários falantes gradativamente superando seu senso de inferioridade com relação ao seu jeito natural de falar. O contato entre variantes regionais e o japonês padrão criou novas formas de fala entre os jovens, como exemplo o japonês okinawano.

## Classificação

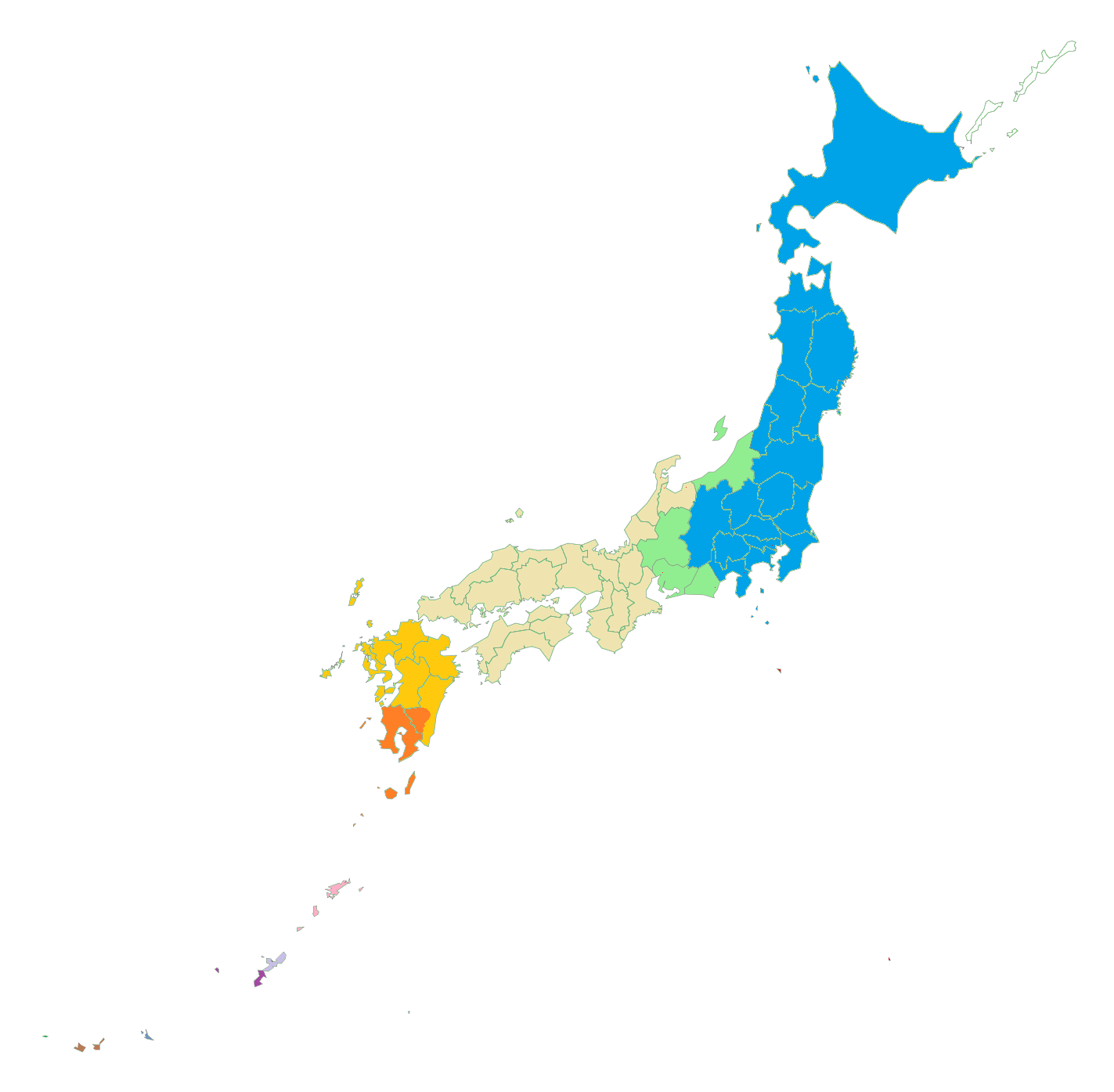
Dialetos Japoneses orientais estão em azul, dialetos ocidentais em bege. Dialetos em verde possuem tanto características do oriental como do ocidental. Dialetos de Kyūshū estão em laranja; Kyūshū meridional é bem distinto.

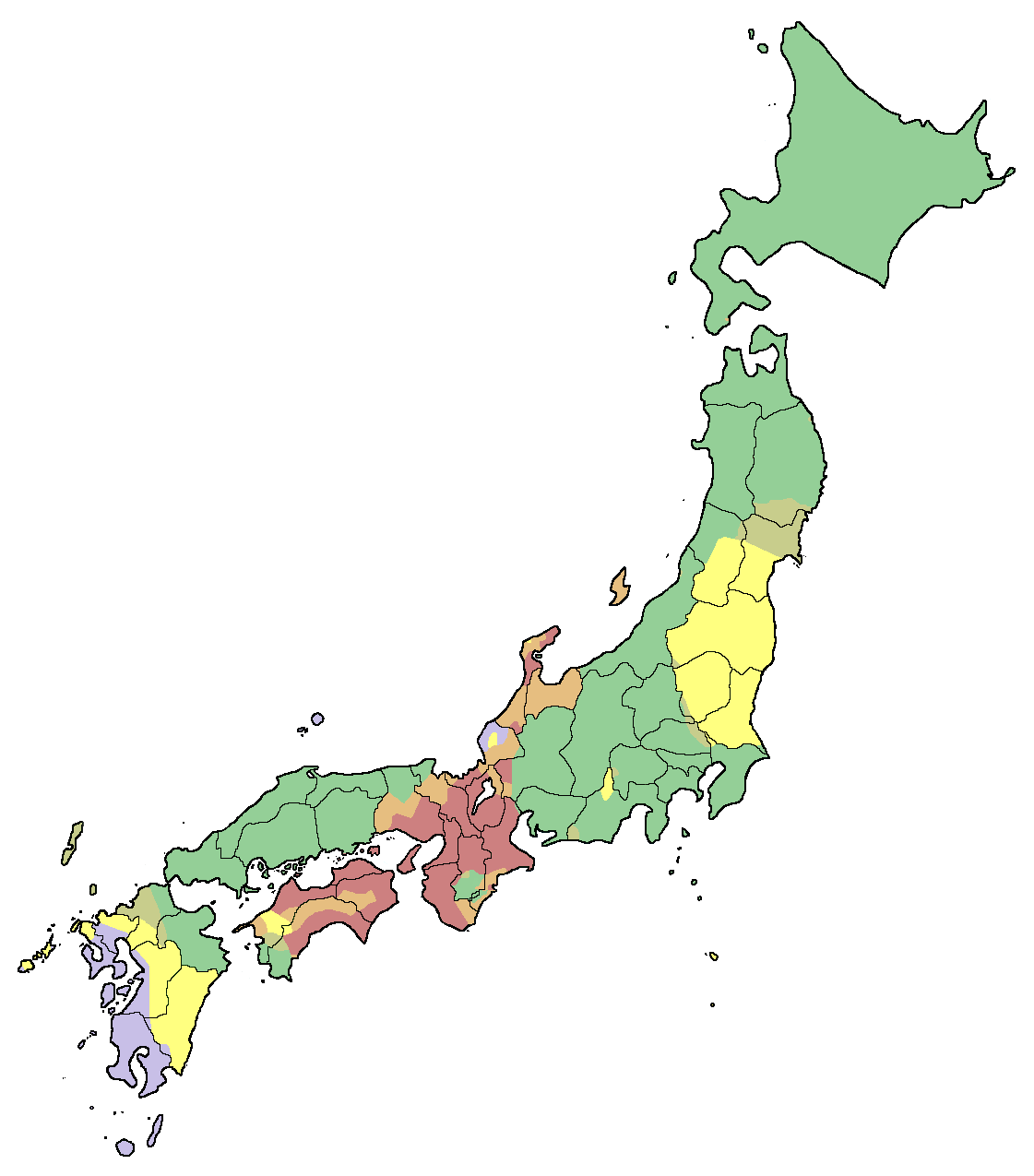
.A divisão entre os tipos de acento tonal de Quioto e Tóquio é usada como a fronteira entre o Japonês oriental e ocidental no mapa acima.

Há diversas maneiras genéticas de se classificar os dialetos japoneses. Misao Tōjō classifica os dialetos da ilha principal dentro de três grupos: Oriental, Ocidental e Kyūshū. Mitsuo Okumura classifica os dialetos de Kyūshū como uma subclasse do grupo Ocidental.[carece de fontes?] Essas teorias são principalmente baseadas em diferenças gramaticais entre oriental e ocidental, mas Haruhiko Kindaichi classifica o japonês de Honshu em três grupos circulares concentricos: interno (Kansai, Shikoku, etc.), médio (Kanto ocidental, Chūbu, Chūgoku, etc.) e externo (Kanto oriental, Tōhoku, Izumo, Kyūshū, Hachijō, etc.) baseado no sistema de sotaque, fonema e conjugação.[carece de fontes?]
Japonês Oriental e Ocidental
Existe uma diferença básica entre o Japonês Oriental e Ocidental. Essa é uma divisão histórica de longa data que ocorre tanto na língua quanto na cultura. O mapa no topo desta seção divide os dois com uma fronteira fonológica. Na parte ocidental da fronteira, se encontra o mais complexo tipo de acento tonal de Kansai; na parte oriental, se encontra o simplificado sotaque de Tóquio, embora os sotaques de Tóquio ainda ocorrem na parte ocidental, do outro lado de Kansai. Entretanto, as isoglossas correspondem grandemente por distinções gramaticais diversas assim como:
Parte ocidental da isoglossa de acento tonal:
- A forma perfectiva de verbos -u tal como harau “brincar” [carece de fontes?] é harōta (ou minoritariamente haruta), mais frequente que o oriental (e padrão) haratta
  - A forma perfecetiva de verbos -su assim como otosu “derrubar” também é otoita no Japonês ocidental (majoritariamente parte do dialeto de Kansai) vs. otoshita no oriente
- O imperativo de verbos ichidan, como miru “ver” é miyo ou mii mais frequente que o oriental miro (ou minoritariamente como mire)
- A forma adverbial de -i como em verbos adjetivados como em hiroi “amplo” é hirō (ou minoritariamente hirū) como em hirōnaru, mais frequente que o oriental hiroku como hirokunaru.
- A forma negativa do verbo é -nu ou –n que é mais frequente que -nai ou -nee, e usa uma raiz verbal diferente; 
  - Assim suru “fazer” torna-se senu ou sen mais frequente que shinai ou shinee (apesar que na Ilha de Sado, usa-se shinai).
- A cópula é da  no japonês oriental e ja ou ya no japonês ocidental, embora Sado assim como alguns dialetos mais ocidentais tal como em San'in usa-se da.
- O verbo iru “existir” no japonês oriental e oru no japonês ocidental, embora no dialeto de Wakayama usa-se aru e alguns subdialetos de Kansai usam os dois.

## References
1. ↑  Elza Taeko Doi (2005). «O ensino de japonês no Brasil como língua de imigração» (PDF). Estudos Linguisticos XXXV 2006 UFSCAR, São Carlos. Consultado em 26 de setembro de 2009
2. ↑  Satoh Kazuyuki (佐藤和之); Yoneda Masato (米田正人) (1999). Dōnaru Nihon no Kotoba, Hōgen to Kyōtsūgo no Yukue (em japonês). Tōkyō: The Taishūkan Shoten (大修館書店). ISBN 978-4-469-21244-0